# Lactil
Lactil (Laktil) ist eine osttimoresische Aldeia im Suco Bobonaro (Verwaltungsamt Bobonaro, Gemeinde Bobonaro). 2015 lebten in der Aldeia 1067 Menschen.

## Geographie
Lactil liegt im Westen des Sucos Bobonaro ein. Nordwestlich befindet sich die Aldeia Lesigatal und östlich die Aldeia Tuluata. Im Norden grenzt Lactil an die Sucos Malilait und im Süden und im Südosten an den Suco Ai-Assa. Im Norden liegt der Ort Bobonaro, der bis in den Suco Malilait und die Aldeia Lesigatal hineinreicht. An den Ausfallstraßen des Hauptorts liegen in der Aldeia die Dörfer Lactil, Buteri, Buigatal und Mautaloh.
Der Markt in Bobonaro hat regionale Bedeutung und gilt touristisch als sehenswert. Die Pfarrkirche Igreja da Imaculada Conceição Bobonaro ist der Kirche ist der Unbefleckten Empfängnis Marias geweiht. Neben der Grundschule steht in Bobonaro eine Sekundarschule und eine medizinische Station sowie eine Sendeanlage der Timor Telecom.

## Politik
2023 wurde Avelino Carvalho Silva zum Chefe de Aldeia gewählt.